# Haide (Weißkeißel)

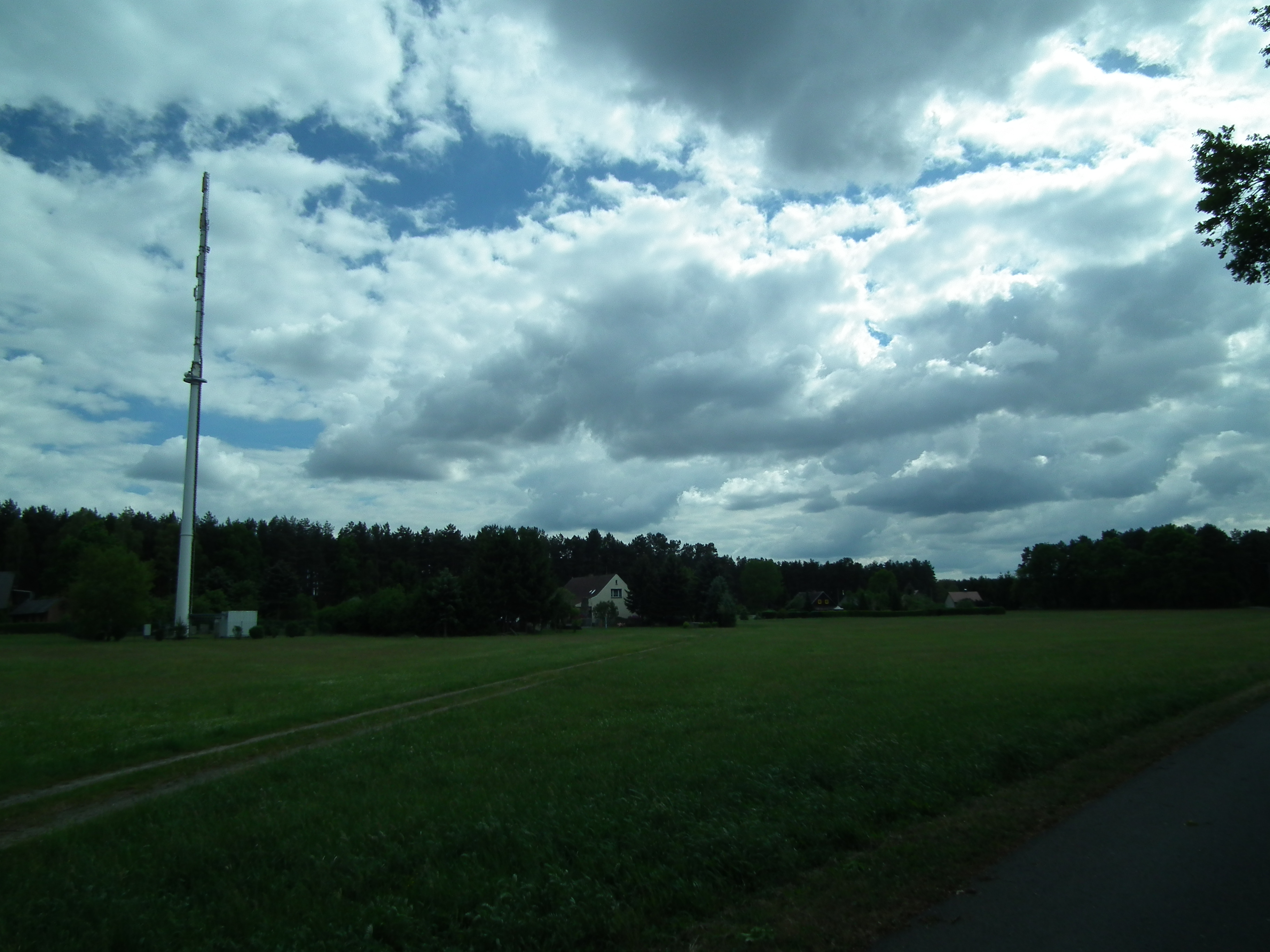
Haide

Haide, obersorbisch Hola, ist ein Ortsteil der Gemeinde Weißkeißel im ostsächsischen Landkreis Görlitz. Das Dorf im sorbischen Siedlungsgebiet in der Oberlausitz ist bekannt durch seinen militärischen Stützpunkt am Truppenübungsplatz Oberlausitz.

## Geographie
Der Ort liegt südlich von Weißkeißel und westlich der Bundesstraße 115. An der Bundesstraße selbst steht ein zu Haide gehörendes Gasthaus. Das Dorf ist von der waldreichen Landschaft der Muskauer Heide umgeben.

## Geschichte
Haide ist eine der jüngeren Siedlungen im Landkreis. In der Muskauer Heide kam es um 1725 südlich von Weißkeißel zu einem verheerenden Waldbrand, der ein größeres Waldstück vernichtete. Ein bereits länger existierendes Vorwerk der Standesherrschaft Muskau westlich der Chaussee bildete den Ausgangspunkt für eine Ansiedlung weiterer Bauern in dessen Nähe. Östlich der Chaussee entstand die Siedlung Brand, die im Namen noch darauf verwies.
Der Muskauer Graf Johann Alexander von Callenberg gründete um 1770 mehrere Schulen in der Standesherrschaft, darunter 1769 eine Laufschule in Haide. Der Lehrer unterrichtete in Haide und Weißkeißel.
Nach seinem Rückzug aus Russland blieb Napoleon für vier Tage in Haide, bevor er weiter westwärts floh. Zwei Russen sollen 1813 erschlagen und in der Heide verscharrt worden sein, was dieser Stelle den Namen Russengrab gab.
Infolge des Wiener Kongresses musste der König von Sachsen – als treuer Bündnispartner Napoleons – 1815 einen Großteil seines Landes an Preußen abtreten. Die Gemeinde Haide wurde daraufhin 1816 dem schlesischen Landkreis Rothenburg (Ob. Laus.) zugeordnet.
Im Jahr 1906 wurde ein neues Schulhaus erbaut. Weitere strukturelle Gebäude waren in dieser Zeit eine Försterei sowie ein Gasthaus an der Chaussee. Eine Holzladestelle befand sich an der Bahnstrecke Berlin–Görlitz.
Gegen Ende des Zweiten Weltkriegs wurden Ende Januar 1945 die letzten im Ort verbliebenen Männer zum Volkssturm einberufen. Die Rote Armee erreichte das Dorf in der zweiten Aprilhälfte. Nach dem Krieg wurde durch die Rote Armee in Ortsnähe der Truppenübungsplatz Nochten angelegt, den in den 1950er Jahren die NVA übernahm. Gegen Ende der 1950er Jahre wurde die Schule geschlossen, die Kinder besuchten fortan die Schule in Weißkeißel.
Im Frühjahr 1960 wurde Haide im Rahmen des „sozialistischen Frühlings“ das erste vollgenossenschaftliche Dorf des Kreises Weißwasser, das heißt alle Bauern waren der LPG des Typs I beigetreten. Im September des gleichen Jahres hielten die Gemeinderäte von Weißkeißel und Haide die erste gemeinsame Ratssitzung ab. Obwohl bereits 1963 beide Gemeinden die Eingemeindung von Haide nach Weißkeißel beschlossen, erfolgte diese erst zum 1. Januar 1974.

### Bevölkerungsentwicklung
| Jahr | Einwohner |
| ---- | --------- |
| 1782 | 91        |
| 1825 | 122       |
| 1848 | 136       |
| 1863 | 123       |
| 1871 | 135       |
| 1885 | 121       |
| 1905 | 142       |
| 1925 | 188       |
| 1939 | 161       |
| 1946 | 210       |
| 1950 | 236       |
| 1964 | 209       |
| 1990 | 127       |

Laut dem Historischen Ortsverzeichnis von Sachsen lebten 1699 sieben Gärtner und drei Häusler im Ort. Bis zur Landesexamination 1777 wuchs die Gemeinde um je einen weiteren Gärtner und Häusler auf zwölf Wirtschaften an.
Im 19. und 20. Jahrhundert bewegten sich die Einwohnerzahlen zumeist zwischen 100 und 200, nur nach dem Zweiten Weltkrieg und in den ersten Jahrzehnten der DDR lagen die Zahlen über 200.
Noch Anfang des 20. Jahrhunderts war die Bevölkerung fast ausschließlich sorbisch, danach setzte ihre Germanisierung ein, die während der Zeit des Nationalsozialismus ihren Höhepunkt fand.

### Ortsname
Der Ortsname bezeichnet eine Siedlung in der Heide. Schriftlich überlieferte Formen sind Heyde (1704), Heyde-Vorwerg (1753), Heyda (1791) und Haide (1831).
Der obersorbische Ortsname entspricht dem deutschen, er ist als Hohla (1800), Gulla (1831) und Hola (1843) belegt. Die eher niedersorbische Form Gulla ist 1843 als Góla belegt, sie konnte sich jedoch nicht durchsetzen.

### Sage
Einer sorbischen Sage nach lebten einst in einem Schloss auf den Jungfernbergen in der Heide bei Nochten drei verwünschte Jungfern, die alle hundert Jahre herauskamen. Bei einer dieser Gelegenheiten gingen sie nach Viereichen zum Tanz. Auf dem Heimweg wurde eine der Jungfern von einem Burschen begleitet, als Dank erhielt er dafür eine Belohnung. Nachdem er am anderen Morgen aufwachte, stellte sich die Belohnung als goldenes Ei heraus. Vom Verkaufserlös hat der Bursche der Sage nach das Dorf Haide erbaut.